# Tihuatlán (municipalité)
La  municipalité de Tihuatlán est l'une des 212 municipalités de l'État de Veracruz, et est située dans la partie nord de cet État. Située dans la plaine côtière du golfe du Mexique, elle se trouve à cheval entre les bassins versants des fleuves Río Cazones au sud et Río Tuxpan au nord. Elle est limitrophe au sud-ouest de l'État de Puebla. Son chef-lieu est la ville éponyme de Tihuatlán. Elle fait partie de la "Zona metropolitana de Poza Rica", aire urbaine qui regroupe autour de la ville de Poza Rica de Hidalgo les municipalités faisant partie de sa sphère d'influence. Elle dépend également de la région administrative de Totonaca, du nom du peuple des Totonaques qui y habite, et est une des 10 subdivisions administratives de l'État de Veracruz.

## Géographie
La municipalité de Tihuatlán s'étend du sud au nord entre les bassins versants des fleuves Río Cazones au sud et Río Tuxpan au nord. Elle prend appui au sud sur la rive septentrionale du fleuve Río Cazones, puis est traversée d'ouest en est par deux de ses affluents, le Río Totolapa, et le Río Acuatempa. Sa limite nord correspond à la rivière Las Cañas, affluent de rive droite du fleuve Río Tuxpan. Elle est bordée au sud-ouest par la limite administrative avec l'État de Puebla. Située dans la plaine côtière du golfe du Mexique, son altitude oscille entre 20 et 300 mètres. Son chef-lieu, la ville éponyme de Tihuatlán, se situe dans la partie nord de son territoire. Ce territoire couvre une superficie de 718,8 km2, et était peuplé en 2020 de 92 726 habitants, pour une densité de 129 habitants par km2.
Cette municipalité fait partie de la Zona metropolitana de Poza Rica (es), regroupant les municipalités de Cazones de Herrera, Coatzintla, Papantla, Poza Rica de Hidalgo et Tihuatlán, pour une population totale de 548 859 habitants.
Elle est limitrophe au nord avec les municipalités de Tuxpan et d'Álamo Temapache, à l'ouest avec celle de Castillo de Teayo, au sud-ouest, dans l'État de Puebla, avec celles de Francisco Z. Mena et de Venustiano Carranza, et à l'est, à nouveau dans l'État de Veracruz, avec celles de Coatzintla, de Poza Rica de Hidalgo, de Papantla et de Cazones de Herrera.

## Composition et démographie
La municipalité était composée en 2020 de 304 localités, dont 6 étaient considérées comme urbaines, les autres étant rurales.
| Localité                        | Population |
| ------------------------------- | ---------- |
| Tihuatlán                       | 15 305     |
| Plan de Ayala                   | 11 834     |
| Totolapa                        | 7938       |
| Zacate Colorado                 | 4388       |
| General Lázaro Cárdenas del Río | 2715       |
| Reste des localités             | 50 546     |
| Total population                | 92 726     |

En plus de l'espagnol, plusieurs langues amérindiennes sont parlées dans la municipalité, dont les principales sont par ordre d'importance : le totonaque, le nahuatl et l'otomí, les autres langues étant plus marginales.

## Économie

### Agriculture et élevage
La superficie des parcelles semées représentait en 2021 une surface totale de 19 565,3 hectares, parmi lesquels 13 873 hectares étaient voués à la culture de l'orange, 3456,3 hectares étaient voués à la culture du maïs, et 1290 hectares étaient voués à la culture de la mandarine.
En 2021, la production de viande par tonnes comprenait 4400,5 tonnes de viande bovine, 1010 tonnes de viande porcine, 15 tonnes de viande ovine, 35,9 tonnes de volailles, et 8,3 tonnes de dinde. La superficie vouée à l'élevage représentait alors 39 886 hectares.

### Pétrochimie
La municipalité fait partie du bassin producteur d'hydrocarbures de Chicontepec, qui s'étend du nord au sud dans le nord de l'État de Veracruz, et déborde légèrement dans celui de Puebla. Malgré d'importants investissements de l'État et de la compagnie pétrolière publique Pemex, sa production n'excède pas 200 barils par jour.